# 105’5 Spreeradio
105'5 Spreeradio ist ein privater Hörfunksender mit Sitz in Berlin. Laut der Media-Analyse (ma 2025 Audio I) hören 47.000 Menschen in einer durchschnittlichen Sendestunde (Mo–Fr, 6–18 Uhr) das Programm von 105'5 Spreeradio.

## Geschichte
105'5 Spreeradio ging 1994 zunächst als Radio 50plus mit der Zielgruppe der über 50-Jährigen auf Sendung. 1995 wurde der Sender in Spreeradio 105,5 umbenannt und man strahlte alsdann ein typisches Schlagerformat aus. 2004 erfolgte die bisher letzte (größere) Umgestaltung des Programms. Seitdem firmiert sich der Sender offiziell als 105'5 Spreeradio. Das Programm richtet sich nun an die Zielgruppe der 30- bis 59-Jährigen. Die Musikauswahl setzt sich hauptsächlich aus Evergreens der 1980er Jahre zusammen, wobei auch aktuellere Popsongs hin und wieder gespielt werden. 2014 wurde die Verbreitung über DVB-T in Berlin beendet.

## Gegenwart
Morgenmoderatoren sind Jochen Trus und Nicole von Wagner in der Morgensendung Jochen Trus am Morgen. Von 10:00 bis 14:00 Uhr ist Katja Desens auf Sendung, den Nachmittag (14:00 bis 19:00 Uhr) moderiert Claudia Campus. Bekannte Aktionen des Senders sind unter anderem 105'5 Spreeradio kämpft für Berliner Vereine und Die 1000 Euro Schnipseljagd.

## Verbreitung
Zum Sendegebiet gehören ganz Berlin sowie Teile Brandenburgs. Das Programm wird aus dem FÜRST am Kurfürstendamm in Berlin-Charlottenburg produziert. Standort zur Ausstrahlung des UKW-Senders auf 105,5 MHz ist der Fernsehturm am Alexanderplatz.
Über DAB sendet 105'5 Spreeradio auf dem Kanal 12D von fünf Standorten:
- Berliner Fernsehturm, 10 kW
- Fernmeldeturm Berlin-Schäferberg, 2 kW
- Sender Booßen, 5 kW
- Sender Calau, 10 kW
- Sender Cottbus, 1 kW

## Auszeichnungen
| Jahr | Auszeichnung         | Kategorie                                  | Preisträger                                                                       | Resultat  | Quelle |
| ---- | -------------------- | ------------------------------------------ | --------------------------------------------------------------------------------- | --------- | ------ |
| 2010 | Deutscher Radiopreis | Beste Moderation                           | Jochen Trus                                                                       | Gewonnen  | [ 4 ]  |
| 2011 | Deutscher Radiopreis | Beste Morgensendung                        | Jochen Trus und Yvonne Fricke, Jochen Trus am Morgen                              | Nominiert | [ 5 ]  |
| 2014 | Deutscher Radiopreis | Beste Reportage                            | Yvonne Fricke und Toni Schmitt, Gelobtes Land - Wahrheiten über Sozialtourismus   | Nominiert | [ 6 ]  |
| 2015 | Deutscher Radiopreis | Beste Reportage                            | Toni Schmitt und Yvonne Fricke, Schlepperbanden – Menschenleben werden Ware       | Gewonnen  | [ 7 ]  |
| 2016 | Deutscher Radiopreis | Bester Newcomer                            | Carolin Frinke (geb. Kuhn)                                                        | Gewonnen  | [ 8 ]  |
| 2018 | Deutscher Radiopreis | Bestes Nachrichten- und Informationsformat | Yvonne Fricke und Christian Haffmann, Spreeradio deckt auf – der Datenskandal     | Nominiert | [ 9 ]  |
| 2020 | Deutscher Radiopreis | Beste Programmaktion                       | Yvonne Fricke und Nicole von Wagner, 105’5 Spreeradio kämpft für Berliner Vereine | Gewonnen  | [ 10 ] |
| 2021 | Deutscher Radiopreis | Bester Moderator                           | Thomas Engelke                                                                    | Nominiert | [ 11 ] |
| 2024 | Deutscher Radiopreis | Bestes Musikformat                         | Nicole von Wagner und Jochen Trus, Ein Song und meine Geschichte                  | Gewonnen  | [ 12 ] |